# Grayling
Grayling är ett internationellt PR-konsultföretag som tidigare haft verksamhet i Sverige. Företaget har sitt huvudkontor i London.
Grayling har sitt ursprung i PR-nätverket Trimedia, som 2009 slogs samman med nätverken Grayling och Mmd.
Företaget, som ingår i koncernen Huntsworth PLC, har cirka 50 kontor i och sammanlagt cirka 1 000 medarbetare.
I Sverige hade företaget som mest cirka 50 medarbetare och kontor i Stockholm, Göteborg och Malmö. 2016 lades den svenska verksamheten ner. Den svenska delen bestod främst av det tidigare företaget Sund Kommunikation, som under en period ingick i Trimedia.